# El Cortès (Sant Pere de Vilamajor)
El Cortès és una obra del municipi de Sant Pere de Vilamajor (Vallès Oriental) declarada bé cultural d'interès local. És una masia ramadera que dona nom a la Baga del Cortès i a la riera del Cortès. Està situada al veïnat de Canyes, sota el turó del Samont.

## Descripció
El cos principal té la façana formant un angle mort amb un cos lateral de forma que es crea un petit barri. La façana té una porta dovellada amb un escut sobre la clau, i una finestra conopial amb traceria. Al cos lateral, sota la teulada, hi ha unes golfes a manera de galeria amb balustrada de fusta.

### Font del Cortès
La font del Cortès té un gran cabal d'aigua i és punt de referència a la part de muntanya del municipi de Sant Pere de Vilamajor. S'hi feien fontades per l'aplec de Sant Elies de Vilamajor.

### Ermita de Sant Elies
El 1706 Andreu Cortès, fill del Cortès, fou ermità de la propera ermita de Sant Elies de Vilamajor. Era tradició que el dia de l'aplec es fes una fontada a la font del Cortès. El fill de la masia, Ricard Cortès Cullell fou bisbe auxiliar del bisbe Salvador Casañas i Pagès.

## Història
La masia està documentada des del segle xv, però l'actual és del segle xvi. L'edifici actual és del segle xvi, però al llarg dels anys, especialment durant el segle xviii, s'hi han fet ampliacions amb diversos annexos. L'estructura original era de la família II, és a dir, planta baixa i pis amb una coberta a dues aigües amb el carener perpendicular a la façana principal. Les parets són de càrrega de pedra pissarra. El cos afegit a la façana principal és del 1766 com marca la data de la llinda de la finestra. L'arc de l'entrada és de mig punt adovellat i les finestres tenen interessants arcs conopials amb decoracions vegetals. Dins del mas hi havia una altra masia satèl·lit, les Planes del Cortès, avui enrunada.